# Режим періодизації
Режи́м періодиза́ції — режим роботи електронних аналогових обчислювальних машин, що полягає в багатократному моделюванні одного і того ж процесу з невеликими змінами яких-небудь його параметрів. Режим періодизації дозволяє отримати ціле сімейство розв'язків, оцінити вплив окремих параметрів і вибрати з цих рішень оптимальне. Сучасні АОМ забезпечують спеціальними пристроями, що дозволяють автоматизувати роботу у режимі періодизації і отримувати від одного до тисячі повних рішень в 1 секунду. Використання аналогових пристроїв дозволяє поєднувати рішення у режимі періодизації із застосуванням аналогових запам'ятовувальних пристроїв, і гібридних аналого-цифрових пристроїв для автоматичної зміни програм (дивись Гібридна обчислювальна машина). Це забезпечує можливість автоматично ухвалювати логічні рішення в процесі обчислень і використовувати ітераційні програми для реалізації складних методів оптимізації параметрів і виконання статистичних розрахунків.